# Méricourt-sur-Somme
Méricourt-sur-Somme és un municipi francès situat al departament del Somme i a la regió de Nord - Pas de Calais - Picardia. L'any 2007 tenia 169 habitants.

## Demografia

### Població

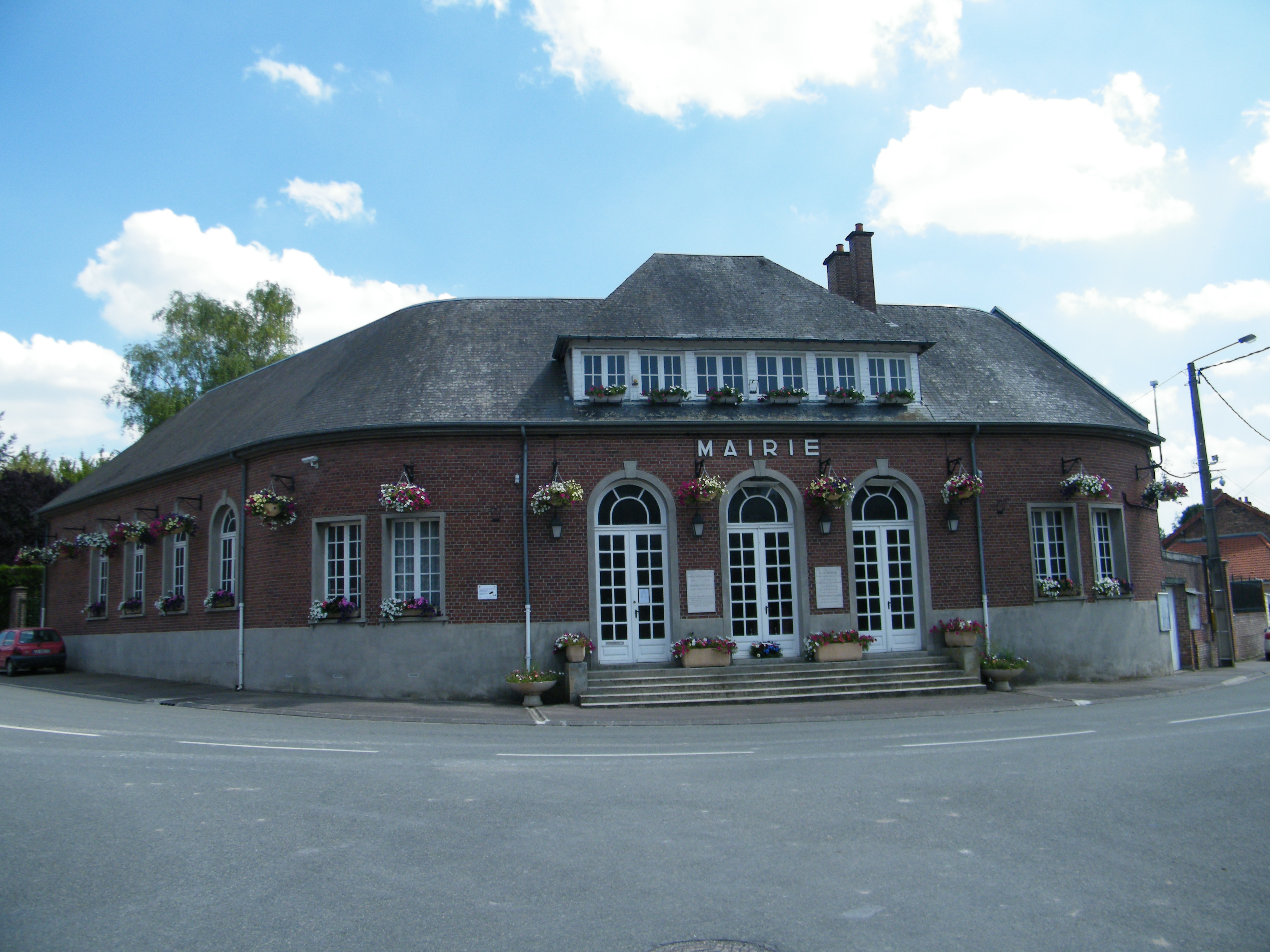

El 2007 la població de fet de Méricourt-sur-Somme era de 169 persones. Hi havia 69 famílies de les quals 18 eren unipersonals (18 dones vivint soles i 18 dones vivint soles), 29 parelles sense fills i 22 parelles amb fills.
La població ha evolucionat segons el següent gràfic:
Habitants censats

### Habitatges
El 2007 hi havia 112 habitatges, 73 eren l'habitatge principal de la família, 22 eren segones residències i 17 estaven desocupats. Tots els 112 habitatges eren cases. Dels 73 habitatges principals, 58 estaven ocupats pels seus propietaris, 13 estaven llogats i ocupats pels llogaters i 2 estaven cedits a títol gratuït; 1 tenia una cambra, 11 en tenien dues, 12 en tenien tres, 17 en tenien quatre i 32 en tenien cinc o més. 56 habitatges disposaven pel capbaix d'una plaça de pàrquing. A 32 habitatges hi havia un automòbil i a 33 n'hi havia dos o més.

### Piràmide de població

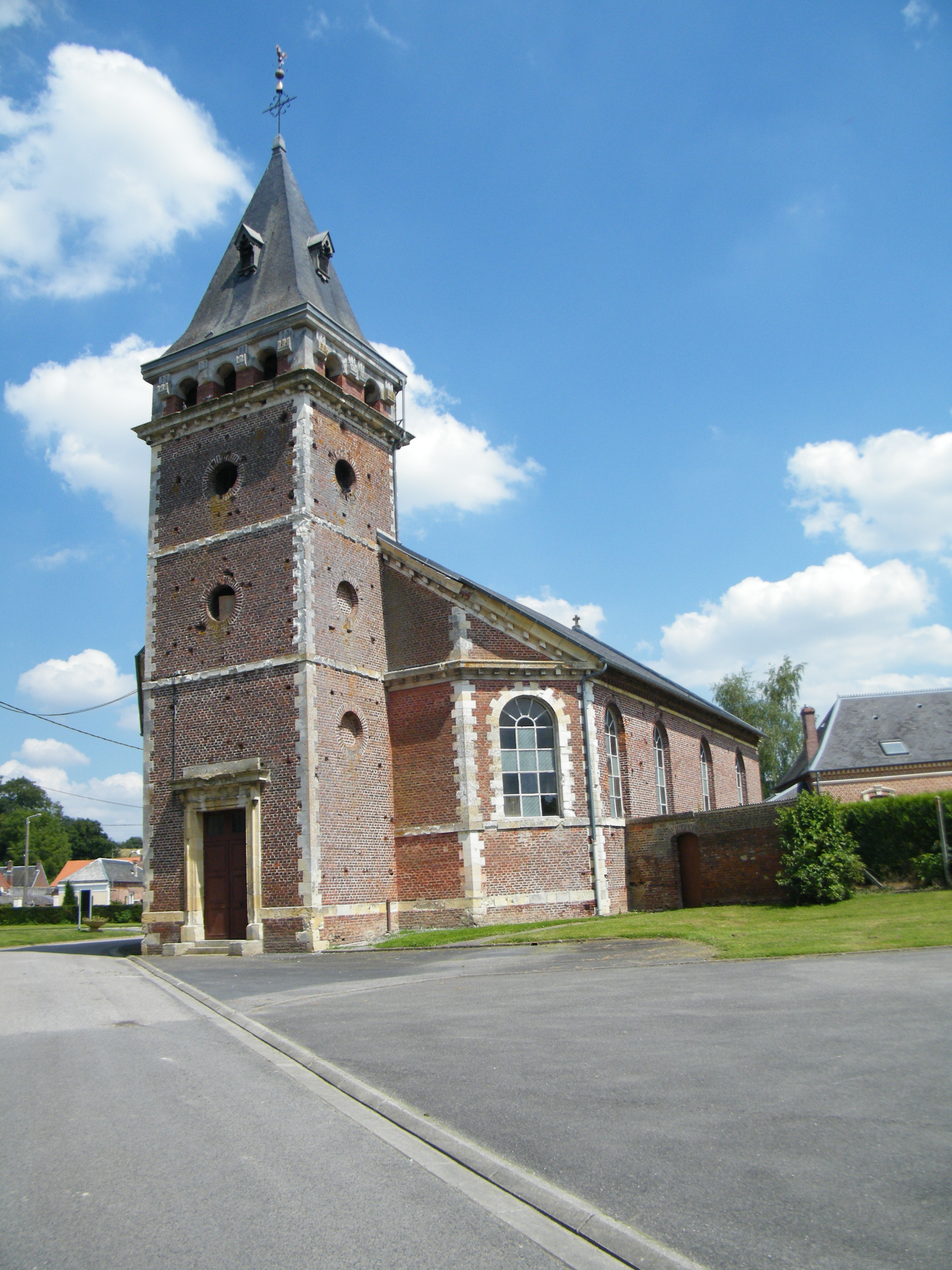

La piràmide de població per edats i sexe el 2009 era:

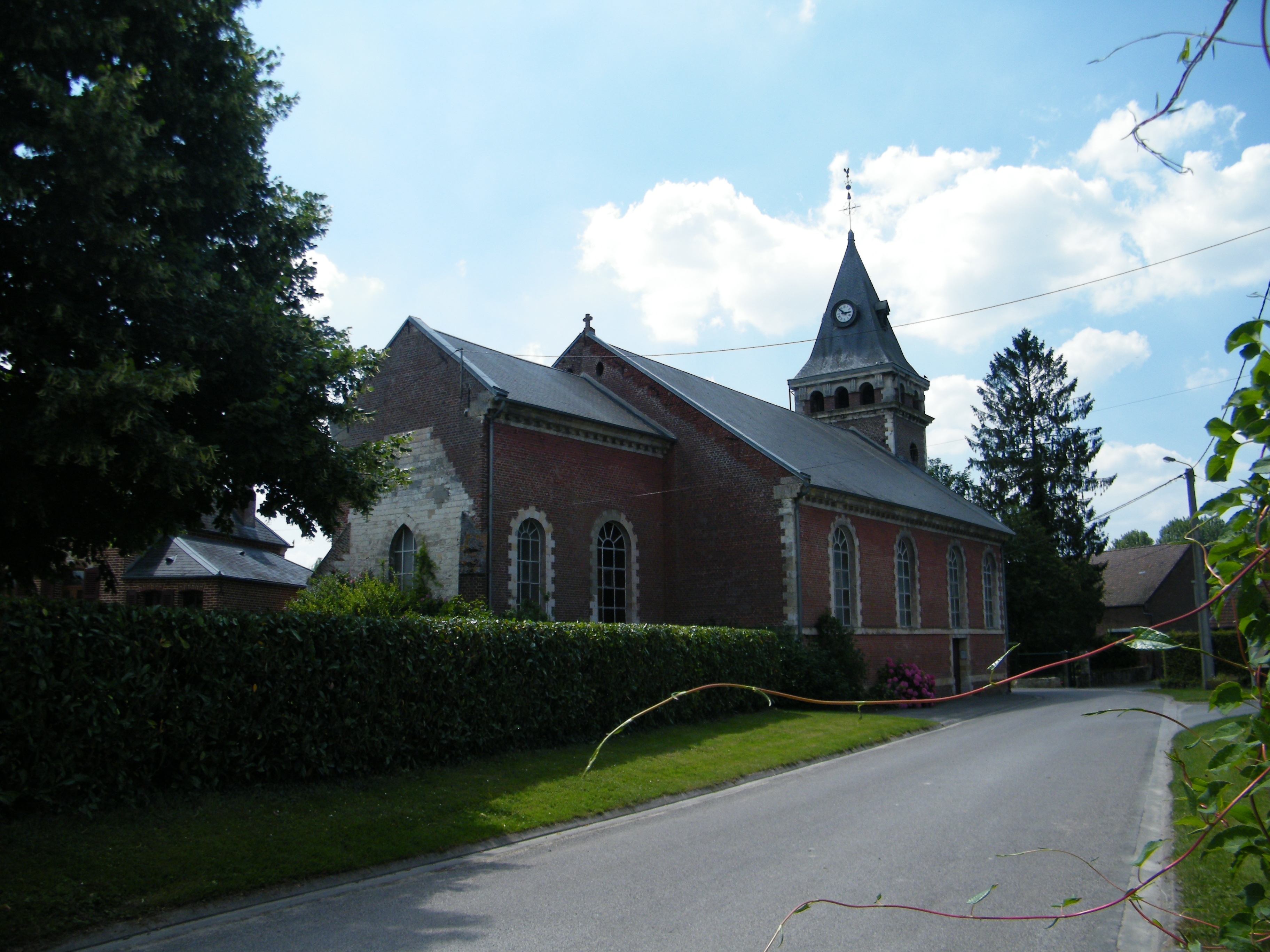

| Homes | Edats   | Dones |
| ----- | ------- | ----- |
| 0     | 95 o +  | 0     |
| 0     | 90 a 94 | 0     |
| 0     | 85 a 89 | 0     |
| 8     | 80 a 84 | 4     |
| 0     | 75 a 79 | 4     |
| 0     | 70 a 74 | 0     |
| 0     | 65 a 69 | 8     |
| 8     | 60 a 64 | 4     |
| 0     | 55 a 59 | 4     |
| 0     | 50 a 54 | 8     |
| 12    | 45 a 49 | 12    |
| 0     | 40 a 44 | 0     |
| 4     | 35 a 39 | 0     |
| 20    | 30 a 34 | 8     |
| 4     | 25 a 29 | 8     |
| 4     | 20 a 24 | 0     |
| 4     | 15 a 19 | 0     |
| 4     | 10 a 14 | 0     |
| 4     | 5 a 9   | 4     |
| 8     | 0 a 4   | 0     |

## Economia

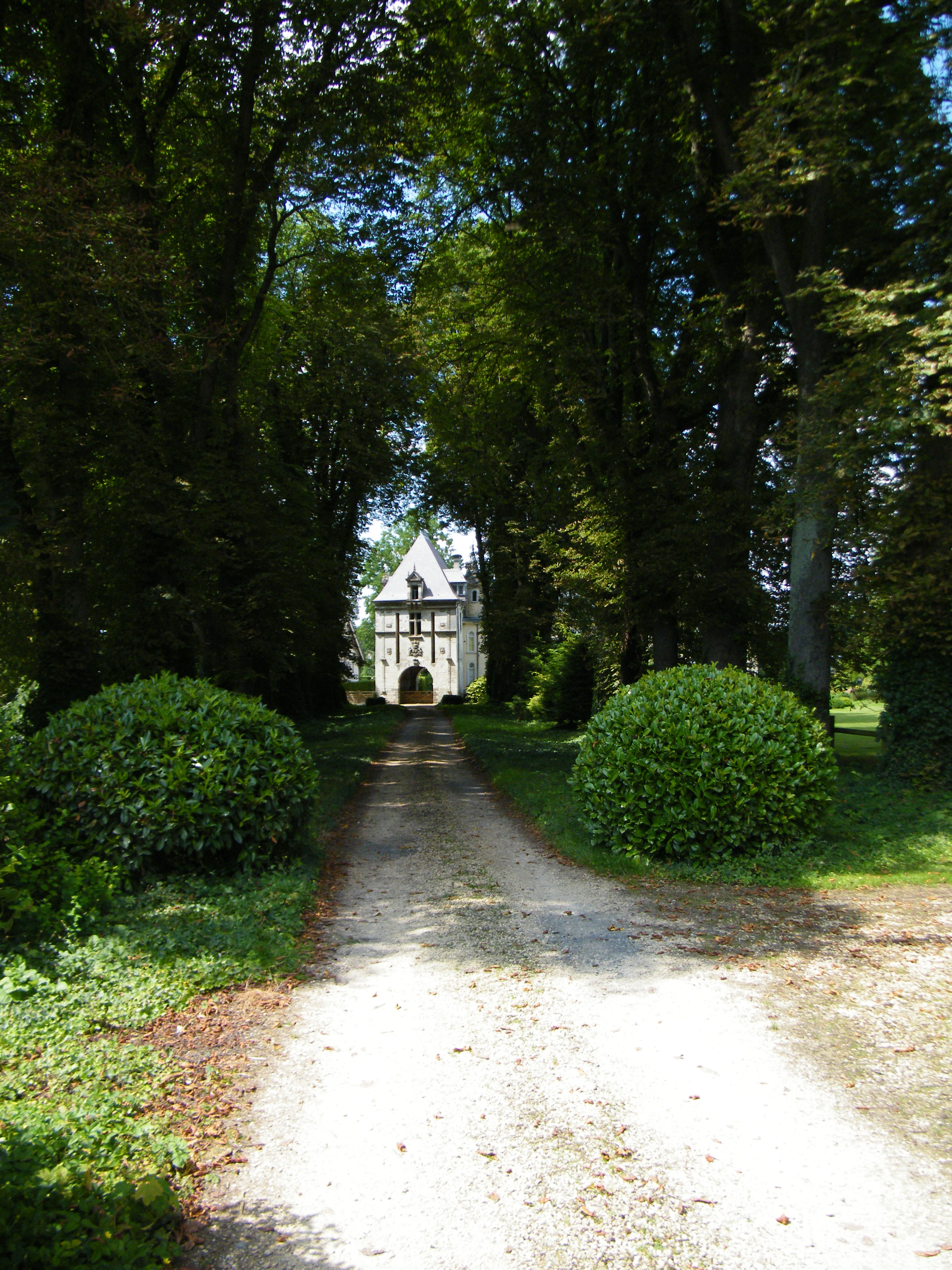

El 2007 la població en edat de treballar era de 107 persones, 73 eren actives i 34 eren inactives. De les 73 persones actives 67 estaven ocupades (38 homes i 29 dones) i 6 estaven aturades (2 homes i 4 dones). De les 34 persones inactives 21 estaven jubilades, 7 estaven estudiant i 6 estaven classificades com a «altres inactius».

### Ingressos
El 2009 a Méricourt-sur-Somme hi havia 77 unitats fiscals que integraven 191 persones, la mediana anual d'ingressos fiscals per persona era de 19.779 €.

### Activitats econòmiques
Dels 5 establiments que hi havia el 2007, 1 era d'una empresa de construcció, 1 d'una empresa de comerç i reparació d'automòbils, 1 d'una empresa d'hostatgeria i restauració, 1 d'una empresa immobiliària i 1 d'una empresa de serveis.
L'únic servei als particulars que hi havia el 2009 era un paleta.
L'any 2000 a Méricourt-sur-Somme hi havia 3 explotacions agrícoles que ocupaven un total de 300 hectàrees.

## Poblacions més properes
El següent diagrama mostra les poblacions més properes.